# كارل الأول ملك فورتمبيرغ
كارل الأول (الألمانية :Karl Friedrich Alexander "كارل فريدرش ألكسندر"؛ 6 مارس 1823 - 6 أكتوبر 1891)؛ كان ملك فورتمبيرغ من 25 يونيو 1864 حتى وفاته في عام 1891.

## السيرة الذاتية
ولد كارل في 6 مارس 1823 في شتوتغارت، فهو ابن الذكر الوحيد لوالديه فيلهلم الأول ملك فورتمبيرغ وزوجته الثالثة بولين تيريز من فورتمبيرغ، درس في برلين وتوبنغن، ومع 13 يوليو 1846 تزوج كارل من حفيدة عمته الدوقة أولغا ابنة القيصر نيكولاي الأول وشارلوت من بروسيا شقيقة في المستقبل فيلهلم الأول، إمبراطور ألمانيا، اعتلى كارل عرش فورتمبيرغ بعد وفاة والده في 1864.
لم يكن للزوجين أطفال، ربما بسبب الشذوذ الجنسي لكارل، أصبح كارل هدفاً للفضيحة عدة مرات بسبب قربه من رجال مختلفين - وكان أكثرها شهرة مع الأمريكي تشارلز وودكوك خادمه بحيث اكسبه كارل لقب بارون سافاغ في عام 1888، أصبح كارل وتشارلز لا ينفصلان رغم زواجه من أرملة في 1894، كانا يظهران في الأماكن العامة بالملابس متطابقة، وأخيراً أجبرت الفضيحة كارل على التخلي عن عشيقه والذي عاد إلى أمريكا، وبعد بضع سنوات وجد ضالته مع المدير الفني للمسرح الملكي فيلهلم غيورغ .
في عام 1870 ، تبنوا فيرا قسطنطينوفنا ابنة شقيقها الدوق أولغا قسطنطين، أصبحت شقيقتها الكبرى أولغا ملكة اليونان القرينة.

## السياسة
في البداية وقف إلى جانب النمسا في الحرب النمساوية البروسية عام 1866، ولكن بعد معركة سادوفا أبرم معاهدة عسكرية سرية مع بروسيا، وشارك إلى جانبها في الحرب الفرنسية البروسية 1870-1871، وانضم إلى الإمبراطورية الألمانية الجديدة في نهاية عام 1870.
وبعد وفاته وخلفه ابن شقيقته فيلهلم الثاني، ودفن مع زوجته في القلعة القديمة بـ شتوتغارت.